# 赤木靖春
赤木 靖春（あかぎ やすはる）は、日本の化学工学者。岡山理科大学名誉教授。第2代千葉科学大学学長。元加計学園専務理事。

## 人物・経歴
1962年岡山大学教育学部中学校課程卒業、岡山大学工学部助手。1967年京都大学工学部助手。1968年岡山理科大学工学部講師。1972年岡山理科大学工学部助教授。1978年京都大学で工学博士の学位を取得。1991年カナダ化学工学会論文賞受賞。
岡山理科大学工学部教授、岡山理科大学蒜山研究所所長、岡山理科大学副学長、岡山西ロータリークラブ会長、加計学園専務理事、八雲環境科学振興財団理事、千葉科学大学副学長などを歴任し、2010年銚子市立病院再生機構評議員。
同年から千葉科学大学学長を務め、銚子商工会議所議員、銚子ジオパーク推進協議会副会長なども兼務した。2016年に学長を退任後も、加計学園理事を務めた。岡山理科大学名誉教授、千葉科学大学名誉教授、岡山地区化学工学懇話会名誉会員。